# Papaipema appassionata
Papaipema appassionata là một loài bướm đêm trong họ Noctuidae.